# Mark Lawson
Pour les articles homonymes, voir Lawson.
Mark Lawson, né le 17 mars 1980 à Vancouver (Canada), est un joueur de rugby à XV canadien, évoluant au poste de talonneur pour l'équipe nationale du Canada. 
Mark Lawson a été capitaine de l'équipe du Canada des moins de 19 ans en 1998 qui a terminé 4e du Championnat du monde.
Il a intégré l'équipe nationale et il a joué la Coupe du monde 2003.

## Carrière

### Clubs successifs
- Velox Valhallians  Canada

### équipe nationale
Mark Lawson a fait ses débuts le 29 juin 2002 contre les États-Unis.

## Palmarès

### Sélections nationales
(à jour au 15.11.2006)
- 25 sélections en équipe du Canada
- 5 points
- 1 essai
- Nombre de sélections par année : 6 en 2002, 10 en 2003, 3 en 2004, 4 en 2005, 2 en 2006

### Coupe du monde
- 2003 : 3 sélections (Pays de Galles, Tonga, Italie) comme titulaire.